# Predrag Pažin
Predrag Pažin (en bulgare : Предраг Пажин), né le 14 mars 1973 à Nevesinje, est un footballeur né yougoslave qui s'est naturalisé bulgare. Il est international bulgare.

## Carrière
Natif de Yougoslavie, Pažin commence à jouer pour des clubs de seconde zone dans le championnat yougoslave. En 1993, il signe avec le Rudar Pljevlja qui vient de monter en première division. Le FK Rudar impressionnera en se frottant aux gros du championnat avant de descendre en 1994-1995, ayant fini dernier du championnat.
Remarqué, il signe au Partizan Belgrade avec qui il reste quatre saisons, remportant ses premiers trophées importants comme trois championnats de Yougoslavie et une coupe nationale. En 1999, il signe au Levski Sofia. Peu de temps après, il se voit offrir la possibilité de jouer en équipe nationale bulgare. Il décide de se naturaliser bulgare pour pouvoir jouer sous les couleurs du pays. Il effectue sa première sélection en 2000.
Pendant deux ans, Pažin enchaîne les équipes avant de signer, en 2003, avec le Chakhtar Donetsk. En 2004, il est sélectionné pour le championnat d'Europe de football et va jouer deux matchs durant cette compétition (un comme titulaire, un autre comme remplaçant). La Bulgarie se fait sortir dès le premier tour.
En 2005, il fait un deuxième passage en Chine et fait un doublé coupe-championnat. Il revient en 2007 en Bulgarie pour jouer avec le Lokomotiv Mezdra, évoluant en seconde division avant de monter et de jouer la première division en 2008-2009. Le club descend en seconde division la saison suivante et Predrag décide de mettre un terme à sa carrière. 
En 2011, il prend en main l'équipe du Botev Kozloduy, évoluant en troisième division.

## Palmarès
- Champion de Yougoslavie en 1996, 1997 et 1999 avec le Partizan Belgrade
- Vainqueur de la Coupe de Yougoslavie en 1998 avec le Partizan Belgrade
- Champion de Bulgarie en 2000 avec le Levski Sofia
- Vainqueur de la Coupe de Bulgarie en 2000 avec le Levski Sofia
- Champion de Bulgarie de D2 (Group Ouest) en 2008 avec le Lokomotiv Mezdra
- Vainqueur de la Coupe d'Ukraine en 2004 avec le Chakhtar Donetsk
- Champion de Chine en 2006 avec le Shandong Luneng
- Vainqueur de la Coupe de Chine en 2006 avec le Shandong Luneng